# 克萊頓-伏爾甘

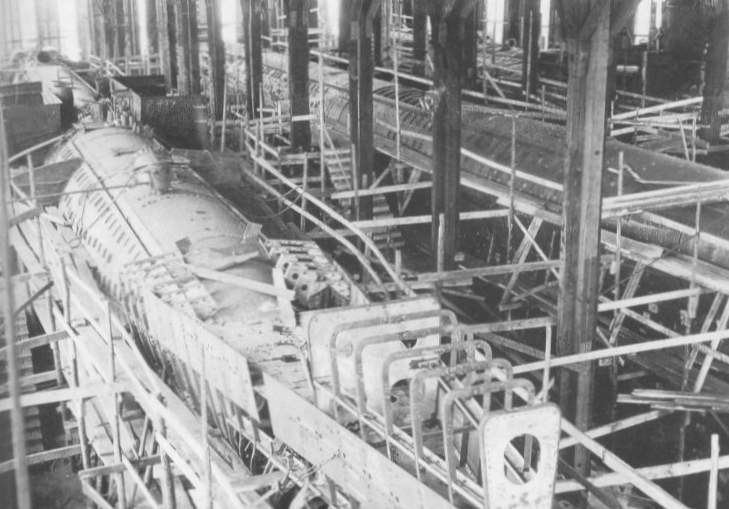
3艘於克萊頓-伏爾甘建造中的韋特希寧級潛艇（Vetehinen）

克萊頓-伏爾甘（芬蘭語：Crichton-Vulcan）是一間芬蘭造船廠，位於圖爾庫。建於1883年，曾為芬蘭最大海軍船廠，其著名生產艦隻為芬蘭海軍用的海防艦、潛艇，也為納粹德國海軍建造過VII級A型潛艇的模型。後於1976年時停止建造船隻，由圖爾庫修船廠（Turku Repair Yard）接手使用設備，直至2004年時全面廢棄。